# Eugenio Lazzarini
Eugenio Lazzarini (Urbino, 26 marzo 1945) è un pilota motociclistico italiano ritiratosi dall'attività agonistica e vincitore di 3 titoli nel motomondiale.

## Carriera
Campione italiano juniores della 125 nel 1967, l'anno successivo passò nella categoria "seniores", ottenendo il quarto posto nel campionato Italiano della ottavo di litro con una Bultaco, risultato migliorato nel 1969, quando fu secondo in sella ad una Aermacchi dietro a Silvano Bertarelli. La sua carriera nel motomondiale inizia nel 1969 quando ha disputato 2 Gran Premi con una Morbidelli in classe 50 e 1 con una Benelli in classe 250. Nei primi anni partecipa a poche corse mondiali e nel motomondiale 1973 vince il suo primo Gran Premio nei Paesi Bassi con la Maico in classe 125.
Dopo aver abbandonato la classe 50 nel 1970, dal 1975 Lazzarini gareggia regolarmente sia nella classe 50 che nella 125.
Nel 1975 vince il suo primo Gran Premio anche nella classe 50 in Svezia su una Piovaticci. Nel 1978 si aggiudica il campionato mondiale 125 in sella alla MBA, vincendo 4 corse su le 10 disputate. Si ripete l'anno successivo: il 1979 nella classe 50 su Kreidler, con 5 vittorie su 6 gare, è campione del mondo e contestualmente vice-campione italiano (Classe 50) e terzo classificato (Classe 125). Si conferma, a livello iridato nel 1980 arrivando primo in due dei sei Gran Premi disputati, vincendo così il suo ultimo mondiale (in sella ad una "Iprem", moto costruita dall'amico Guido Mancini, poiché era stato licenziato dalla Kreidler). Continuerà la sua carriera con alti e bassi fino al 1984. In seguito sarà team manager per la squadra ufficiale di Garelli, che vincerà tre mondiali nella classe 125: due con Gresini (1985,1987) e uno con Cadalora (1986).
Nel 2003 l'allora presidente della Repubblica Ciampi conferì a Lazzarini l'onorificenza di commendatore dell'Ordine al merito della Repubblica italiana. Durante la cerimonia furono premiati anche altri motociclisti quali: Giacomo Agostini, Pier Paolo Bianchi, Bruno Ruffo e Carlo Ubbiali.
Il nipote Ivan Lazzarini ha corso nel campionato del Mondo Supermoto.

## Risultati nel motomondiale

### Classe 50
| 1969 | Classe | Moto       |   |   |   |    |    |   |   |   |    |   |   |   |  |  | Punti | Pos. |
| ---- | ------ | ---------- | - | - | - | -- | -- | - | - | - | -- | - | - | - |  |  | ----- | ---- |
| 1969 | 50     | Morbidelli | - | - | - | NE | 10 | - | 6 | - | NE | - | - | - |  |  | 6     | 21º  |

| 1970 | Classe | Moto       |   |   |   |    |   |   |   |   |    |   |   |   |  |  | Punti | Pos. |
| ---- | ------ | ---------- | - | - | - | -- | - | - | - | - | -- | - | - | - |  |  | ----- | ---- |
| 1970 | 50     | Morbidelli | 5 | 8 | - | NE | - | - | - | - | NE | - | - | - |  |  | 9     | 12º  |

| 1975 | Classe | Moto       |    |   |    |   |   |    |   |   |   |   |    |     |  |  | Punti | Pos. |
| ---- | ------ | ---------- | -- | - | -- | - | - | -- | - | - | - | - | -- | --- |  |  | ----- | ---- |
| 1975 | 50     | Piovaticci | NE | 4 | NE | 2 | 2 | NE | 3 | 3 | 1 | 2 | NE | Rit |  |  | 61    | 2º   |

| 1976 | Classe | Moto           |   |    |   |   |    |   |   |   |   |    |   |   |  |  | Punti | Pos. |
| ---- | ------ | -------------- | - | -- | - | - | -- | - | - | - | - | -- | - | - |  |  | ----- | ---- |
| 1976 | 50     | UFO-Morbidelli | 8 | NE | 2 | - | NE | 4 | 4 | 3 | 3 | NE | - | 3 |  |  | 53    | 4º   |

| 1977 | Classe | Moto     |    |    |   |   |   |    |     |   |   |   |    |    |    |  | Punti | Pos. |
| ---- | ------ | -------- | -- | -- | - | - | - | -- | --- | - | - | - | -- | -- | -- |  | ----- | ---- |
| 1977 | 50     | Kreidler | NE | NE | 2 | 1 | 2 | NE | Rit | 4 | 1 | 3 | NE | NE | NE |  | 72    | 2º   |

| 1978 | Classe | Moto     |    |   |    |    |    |   |   |    |    |    |   |     |   |  | Punti | Pos. |
| ---- | ------ | -------- | -- | - | -- | -- | -- | - | - | -- | -- | -- | - | --- | - |  | ----- | ---- |
| 1978 | 50     | Kreidler | NE | 1 | NE | NE | 21 | 1 | 2 | NE | NE | NE | 3 | Rit | 2 |  | 64    | 2º   |

| 1979 | Classe | Moto     |    |    |     |   |   |   |   |   |    |    |    |    |   |  | Punti | Pos. |
| ---- | ------ | -------- | -- | -- | --- | - | - | - | - | - | -- | -- | -- | -- | - |  | ----- | ---- |
| 1979 | 50     | Kreidler | NE | NE | Rit | 1 | 1 | 1 | 1 | - | NE | NE | NE | NE | 1 |  | 75    | 1º   |

| 1980 | Classe | Moto  |   |   |    |   |   |   |    |    |    |   |  |  |  |  | Punti | Pos. |
| ---- | ------ | ----- | - | - | -- | - | - | - | -- | -- | -- | - |  |  |  |  | ----- | ---- |
| 1980 | 50     | Iprem | 1 | 1 | NE | 3 | 3 | 2 | NE | NE | NE | 2 |  |  |  |  | 74    | 1º   |

| 1982 | Classe | Moto    |    |    |    |   |     |   |    |   |    |    |    |    |   |   | Punti | Pos. |
| ---- | ------ | ------- | -- | -- | -- | - | --- | - | -- | - | -- | -- | -- | -- | - | - | ----- | ---- |
| 1982 | 50     | Garelli | NE | NE | NE | 2 | Rit | 2 | NE | 1 | NE | NE | NE | NE | 1 | 1 | 69    | 2º   |

| 1983 | Classe | Moto    |    |   |   |   |   |    |    |   |    |    |    |    |  |  | Punti | Pos. |
| ---- | ------ | ------- | -- | - | - | - | - | -- | -- | - | -- | -- | -- | -- |  |  | ----- | ---- |
| 1983 | 50     | Garelli | NE | 2 | 1 | 2 | 1 | NE | NP | 1 | NE | NE | NE | NP |  |  | 69    | 2º   |

| Legenda | 1º posto        | 2º posto            | 3º posto            | A punti      | Senza punti        | Grassetto – Pole position Corsivo – Giro più veloce |
| Legenda | Gara non valida | Non qual./Non part. | Ritirato/Non class. | Squalificato | '-' Dato non disp. | Grassetto – Pole position Corsivo – Giro più veloce |

### Classe 125
| 1970 | Classe | Moto       |   |   |   |   |   |   |   |     |   |    |   |   |  |  | Punti | Pos. |
| ---- | ------ | ---------- | - | - | - | - | - | - | - | --- | - | -- | - | - |  |  | ----- | ---- |
| 1970 | 125    | Morbidelli | - | 6 | - | - | - | - | - | Rit | - | NE | - | - |  |  | 5     | 31º  |

| 1971 | Classe | Moto  |   |   |   |   |   |   |   |   |   |    |    |   |  |  | Punti | Pos. |
| ---- | ------ | ----- | - | - | - | - | - | - | - | - | - | -- | -- | - |  |  | ----- | ---- |
| 1971 | 125    | Maico | - | - | - | - | 9 | - | - | - | - | NE | 10 | - |  |  | 3     | 32º  |

| 1972 | Classe | Moto  |   |   |   |   |   |   |   |   |   |   |   |   |   |  | Punti | Pos. |
| ---- | ------ | ----- | - | - | - | - | - | - | - | - | - | - | - | - | - |  | ----- | ---- |
| 1972 | 125    | Maico | - | - | 6 | 5 | - | 4 | - | 8 | - | - | - | - | - |  | 22    | 11º  |

| 1973 | Classe | Moto       |   |   |     |   |  |   |   |     |   |   |     |   |  |  | Punti | Pos. |
| ---- | ------ | ---------- | - | - | --- | - |  | - | - | --- | - | - | --- | - |  |  | ----- | ---- |
| 1973 | 125    | Piovaticci | 4 | 5 | Rit | 3 |  | 4 | 1 | Rit | 7 | 8 | Rit | 4 |  |  | 59    | 5º   |

| 1974 | Classe | Moto       |    |   |   |   |    |     |   |   |    |   |   |   |  |  | Punti | Pos. |
| ---- | ------ | ---------- | -- | - | - | - | -- | --- | - | - | -- | - | - | - |  |  | ----- | ---- |
| 1974 | 125    | Piovaticci | 11 | - | - | 7 | NE | Rit | 6 | - | NE | - | - | - |  |  | 9     | 20º  |

| 1975 | Classe | Moto       |   |   |     |    |   |    |   |   |   |    |   |   |  |  | Punti | Pos. |
| ---- | ------ | ---------- | - | - | --- | -- | - | -- | - | - | - | -- | - | - |  |  | ----- | ---- |
| 1975 | 125    | Piovaticci | 4 | 8 | Rit | 10 | 8 | NE | - | 5 | 3 | NE | 3 | 3 |  |  | 47    | 5º   |

| 1976 | Classe | Moto       |    |   |   |   |    |   |   |   |    |    |   |   |  |  | Punti | Pos. |
| ---- | ------ | ---------- | -- | - | - | - | -- | - | - | - | -- | -- | - | - |  |  | ----- | ---- |
| 1976 | 125    | Morbidelli | NE | - | 5 | 8 | NE | 8 | 3 | - | 10 | NE | - | 8 |  |  | 26    | 7º   |

| 1977 | Classe | Moto       |   |   |   |   |   |   |     |     |   |   |   |    |   |  | Punti | Pos. |
| ---- | ------ | ---------- | - | - | - | - | - | - | --- | --- | - | - | - | -- | - |  | ----- | ---- |
| 1977 | 125    | Morbidelli | - | 1 | 2 | 2 | 2 | 2 | Rit | Rit | 4 | 3 | 2 | NE | 2 |  | 105   | 2º   |

| 1978 | Classe | Moto |   |   |   |   |   |   |   |     |   |   |   |    |     |  | Punti | Pos. |
| ---- | ------ | ---- | - | - | - | - | - | - | - | --- | - | - | - | -- | --- |  | ----- | ---- |
| 1978 | 125    | MBA  | 2 | 1 | 1 | 2 | 1 | 1 | 6 | Rit | 2 | 3 | 8 | NE | Rit |  | 114   | 1º   |

| 1979 | Classe | Moto       |    |   |   |   |     |     |     |   |   |     |   |   |     |  | Punti | Pos. |
| ---- | ------ | ---------- | -- | - | - | - | --- | --- | --- | - | - | --- | - | - | --- |  | ----- | ---- |
| 1979 | 125    | Morbidelli | NP | 5 | 6 | 6 | Rit | Rit | Rit | - | 5 | Rit | - | - | Rit |  | 22    | 15º  |

| 1980 | Classe | Moto  |   |   |   |   |   |   |   |   |   |   |  |  |  |  | Punti | Pos. |
| ---- | ------ | ----- | - | - | - | - | - | - | - | - | - | - |  |  |  |  | ----- | ---- |
| 1980 | 125    | Iprem | - | - | 9 | - | - | - | - | 5 | - | - |  |  |  |  | 8     | 17º  |

| 1981 | Classe | Moto  |   |   |   |   |   |   |   |   |    |   |   |   |   |    | Punti | Pos. |
| ---- | ------ | ----- | - | - | - | - | - | - | - | - | -- | - | - | - | - | -- | ----- | ---- |
| 1981 | 125    | Iprem | - | 4 | - | - | - | - | - | - | NE | - | - | - | - | NE | 8     | 18º  |

| 1982 | Classe | Moto    |   |   |        |   |   |   |   |   |   |   |   |   |    |    | Punti | Pos. |
| ---- | ------ | ------- | - | - | ------ | - | - | - | - | - | - | - | - | - | -- | -- | ----- | ---- |
| 1982 | 125    | Garelli | 8 | - | [ 30 ] | 2 | - | 2 | 2 | 1 | 4 | 2 | 5 | 1 | NE | NE | 95    | 2º   |

| 1983 | Classe | Moto    |    |     |   |   |   |   |  |   |   |  |  |  |  |  | Punti | Pos. |
| ---- | ------ | ------- | -- | --- | - | - | - | - |  | - | - |  |  |  |  |  | ----- | ---- |
| 1983 | 125    | Garelli | NE | Rit | 2 | 2 | 2 | 2 |  | 7 | 1 |  |  |  |  |  | 67    | 3º   |

| 1984 | Classe | Moto    |    |   |   |    |   |   |    |   |    |     |   |   |  |  | Punti | Pos. |
| ---- | ------ | ------- | -- | - | - | -- | - | - | -- | - | -- | --- | - | - |  |  | ----- | ---- |
| 1984 | 125    | Garelli | NE | 3 | 2 | NE | 3 | 2 | NE | 2 | NE | Rit | 3 | 2 |  |  | 78    | 2º   |

| Legenda | 1º posto        | 2º posto            | 3º posto            | A punti      | Senza punti        | Grassetto – Pole position Corsivo – Giro più veloce |
| Legenda | Gara non valida | Non qual./Non part. | Ritirato/Non class. | Squalificato | '-' Dato non disp. | Grassetto – Pole position Corsivo – Giro più veloce |

### Classe 250
| 1969 | Classe | Moto    |   |   |   |   |   |   |   |   |   |   |   |   |  |  | Punti | Pos. |
| ---- | ------ | ------- | - | - | - | - | - | - | - | - | - | - | - | - |  |  | ----- | ---- |
| 1969 | 250    | Benelli | - | - | 7 | - | - | - | - | - | - | - | - | - |  |  | 4     | 33º  |

| Legenda | 1º posto        | 2º posto            | 3º posto            | A punti      | Senza punti        | Grassetto – Pole position Corsivo – Giro più veloce |
| Legenda | Gara non valida | Non qual./Non part. | Ritirato/Non class. | Squalificato | '-' Dato non disp. | Grassetto – Pole position Corsivo – Giro più veloce |